# Église Saint-Hilaire de Paillet
L'église Saint-Hilaire est une église catholique située dans la commune de Paillet, dans la région naturelle de l'Entre-deux-Mers et le département de la Gironde, en France.

## Localisation
L'église est située au cœur du bourg, à proximité de la rivière l'Artolie.

## Historique
L'église Saint-Hilaire est de fondation romane, initialement constituée d'une nef unique qui se terminait par une abside semi-circulaire. Elle appartenait à la juridiction de Rions. Seuls le chœur et l'abside subsistent de cette époque. Les cinq pans du chevet, séparés par des colonnes, sont percés de fenêtres ornées d'archivoltes. Les chapiteaux de ces fenêtres constituent le programme figuré principal. En ce qui concerne le programme secondaire, les modillons du chevet ont été tous refaits au XIXe siècle.
L'édifice fut agrandi au cours de la seconde moitié du XVIIe siècle par l’adjonction de la chapelle dédiée à saint Antoine et du bas-côté nord.
Puis, dans la seconde moitié du XIXe siècle, la nef et le bas-côté sud furent remaniés. Le clocher a été construit en 1870, sur les plans de l'architecte Jules Mondet et arbore sur sa face ouest les armoiries de Mgr Donnet. À l'intérieur, la nef est couverte d'une fausse voûte en berceau brisé, les bas-côtés sont plafonnés.
Une croix de mission se trouve sur l'emplacement de l'ancien cimetière à l'est de l'église. La ferveur religieuse a été mise à mal lors de la Révolution française. Nombreux sont les fidèles à avoir déserté les offices. Au début du XIXe siècle, l’Église a commencé une nouvelle évangélisation des campagnes françaises. Lors de la venue du missionnaire diocésain, sa mission était signalée par l'érection d'une croix. Celle de Paillet est sur un socle de pierre qui porte l'inscription « Mission 1956 ».

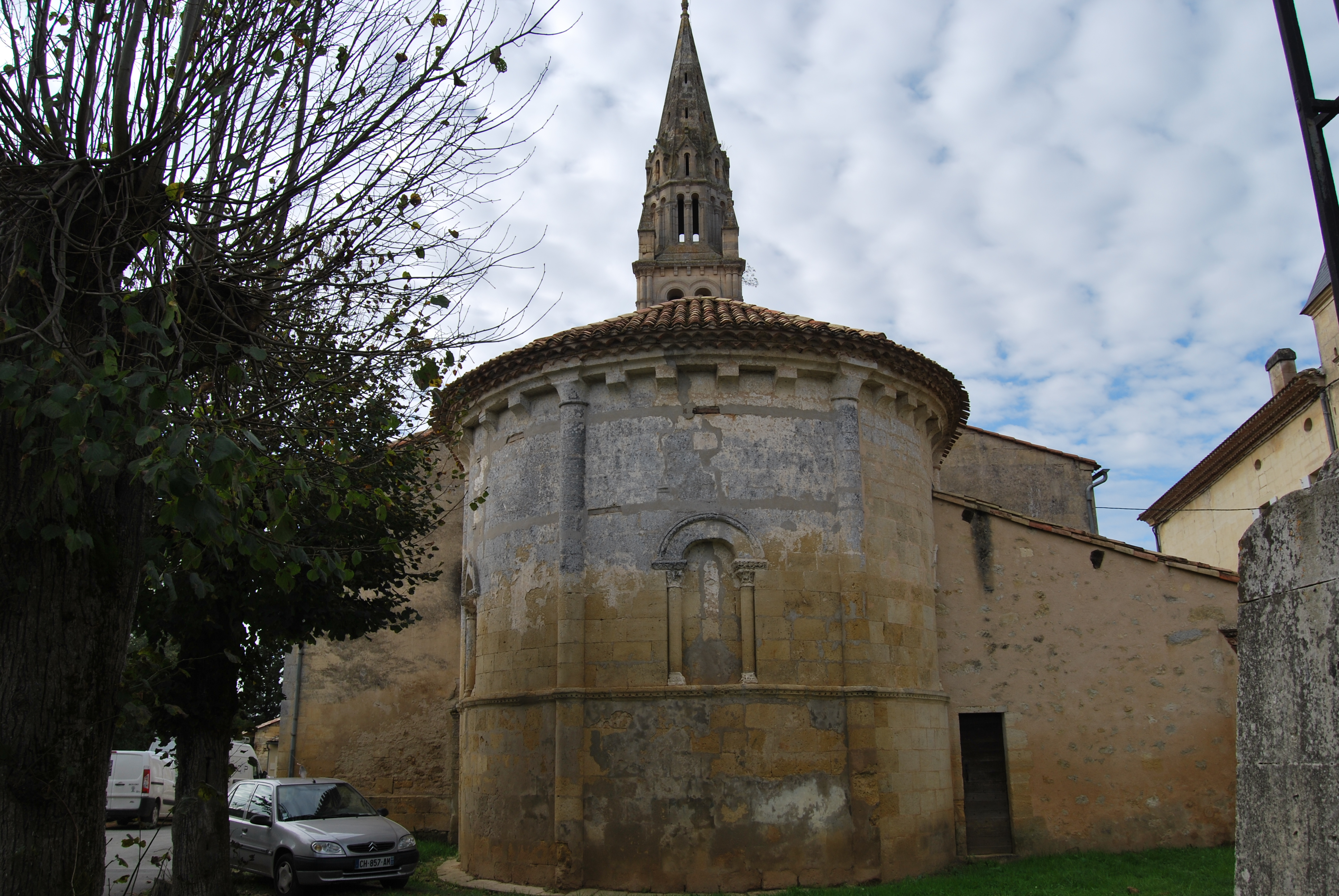
Façade est
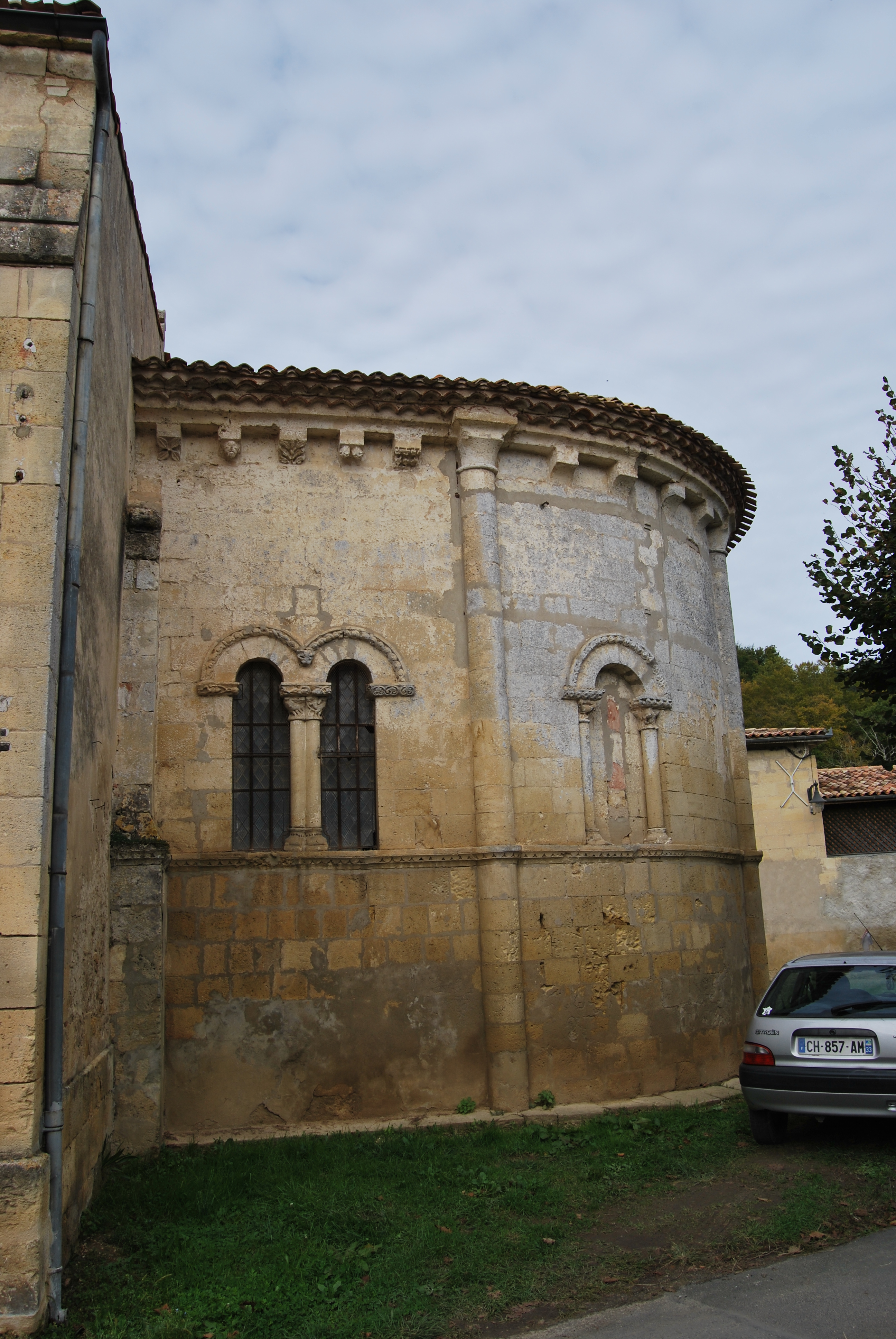
Façade sud
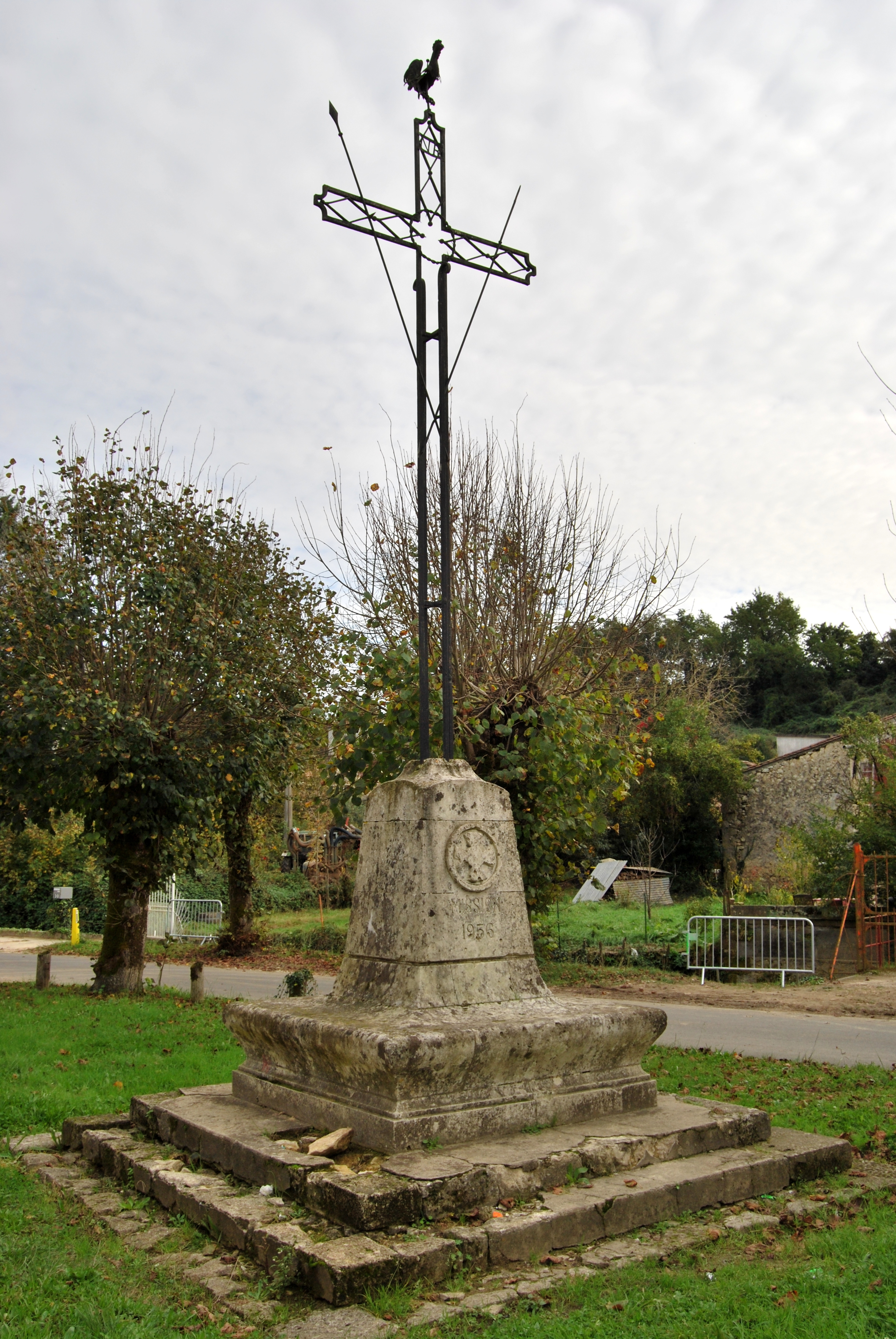
Croix de mission

## Protection du patrimoine
L'abside et le chœur ont été inscrits au titre des monuments historiques en 1925.

## L'intérieur

### La chapelle Saint-Antoine

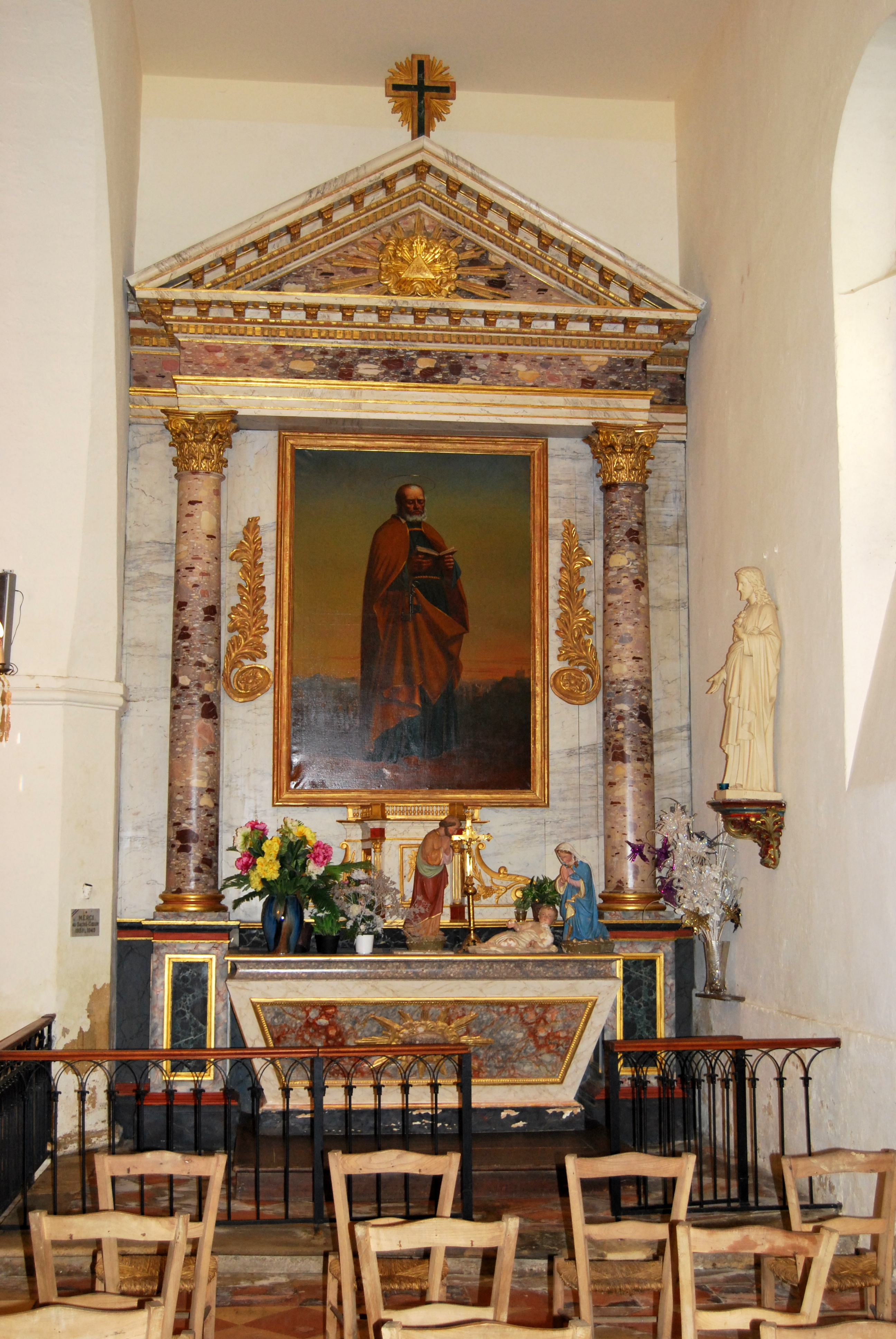

La construction de la chapelle, dans le bas-côté sud, date du XVIIe siècle. Elle a été financée par le comte de Vassan qui paya ainsi le droit de banc et de sépulture.

### Le retable
Inscrit dans l'inventaire général de patrimoine culturel, le retable se compose :
- d'un corps encadré de deux colonnes à chapiteaux corinthiens, cannelées dans les deux tiers supérieurs, d'une contre-table centrale occupée par un tableau, de deux ailes obliques à une travée de deux niveaux. La partie basse des ailes en retour, en lambris, s'ouvre par des portes et la partie haute reçoit deux statues reposant sur des consoles.
- Le tableau central, peint en 1846 par le Bordelais Jean-Baptiste Dubourdieu, est une copie de Jérôme Langlois conservée dans la sacristie de la cathédrale Saint-André de Bordeaux. Il représente saint Hilaire.
- La statue de la Vierge date du XVe siècle.
- La statue de saint Michel date du XIVe siècle.

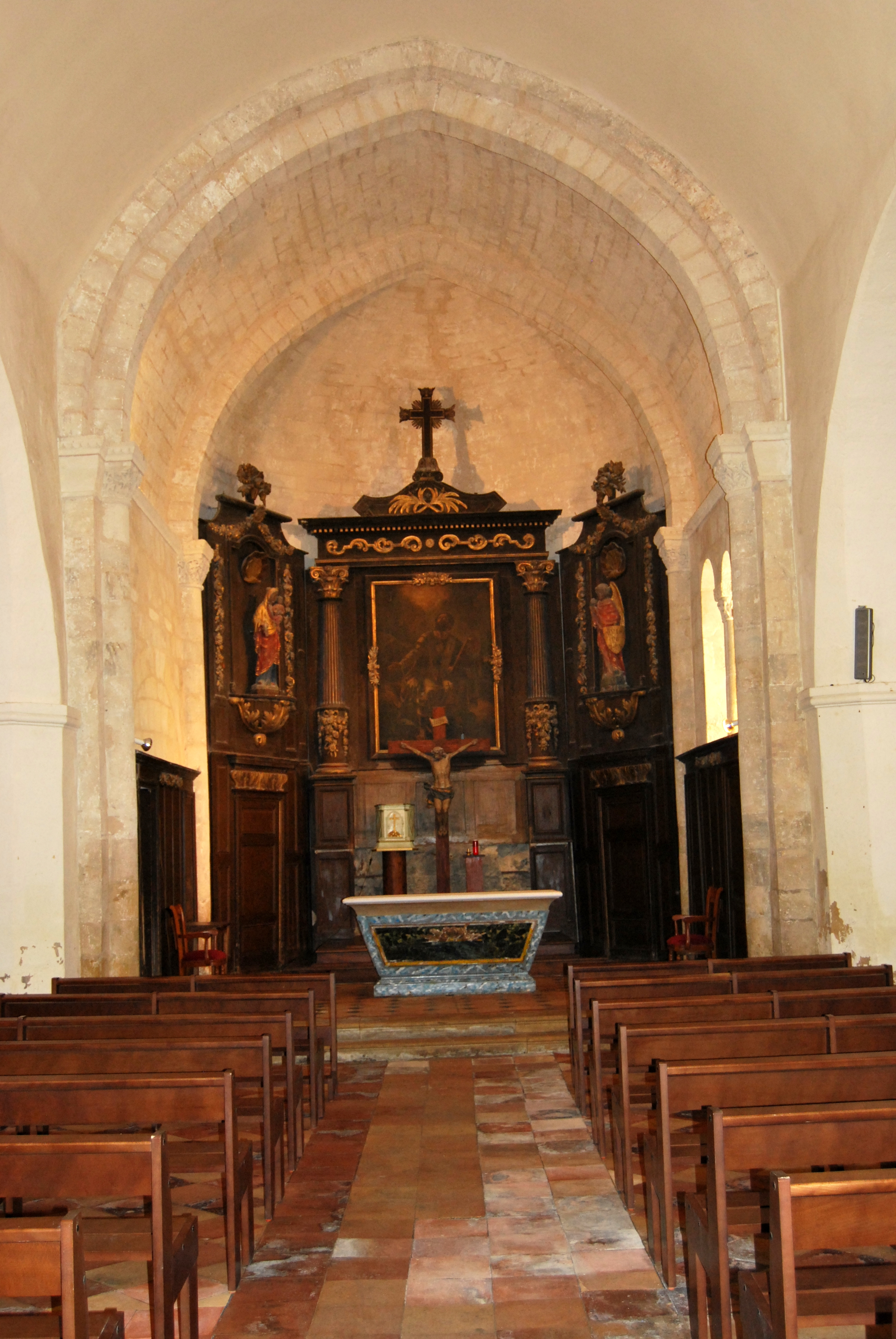
Le retable
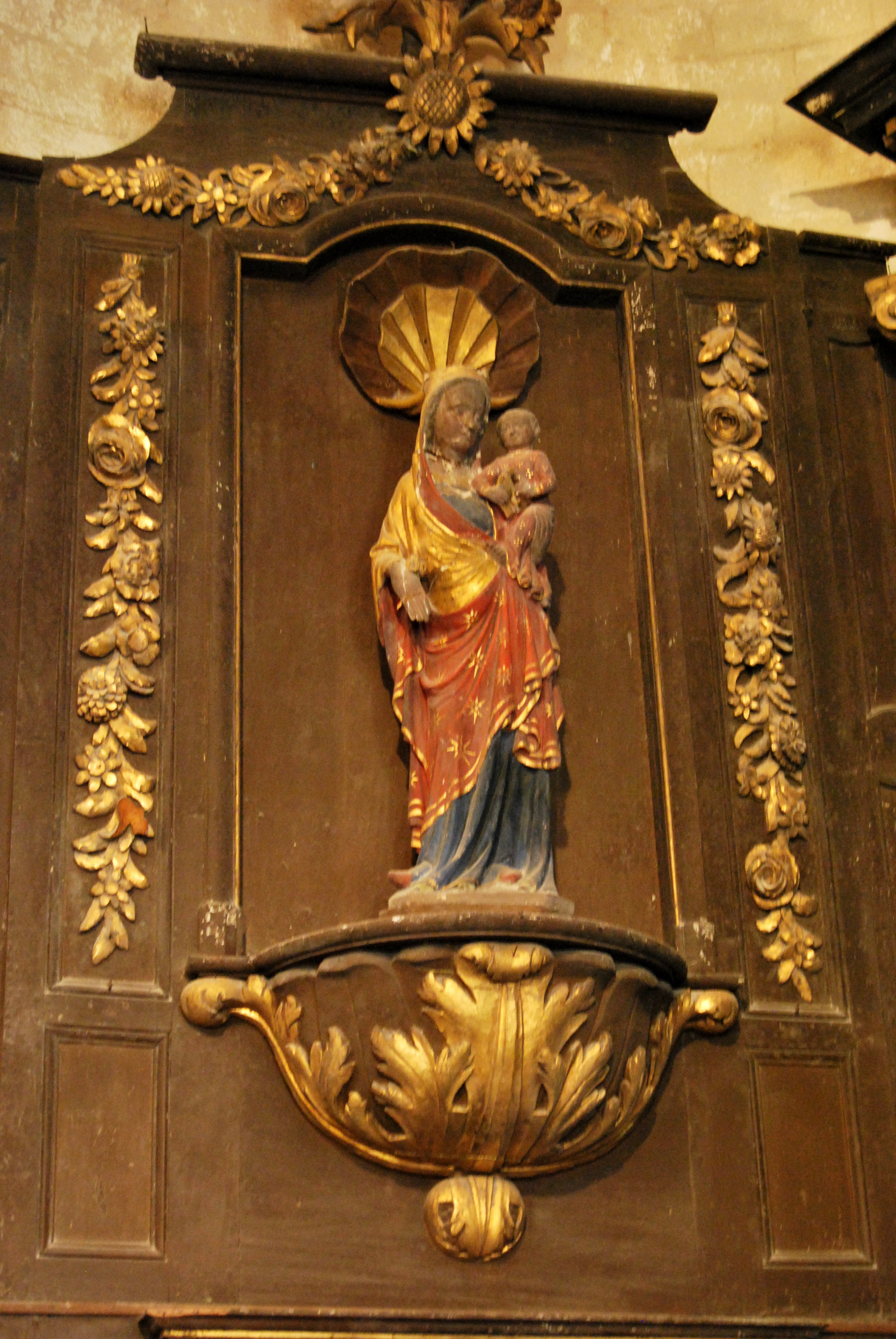
Vierge
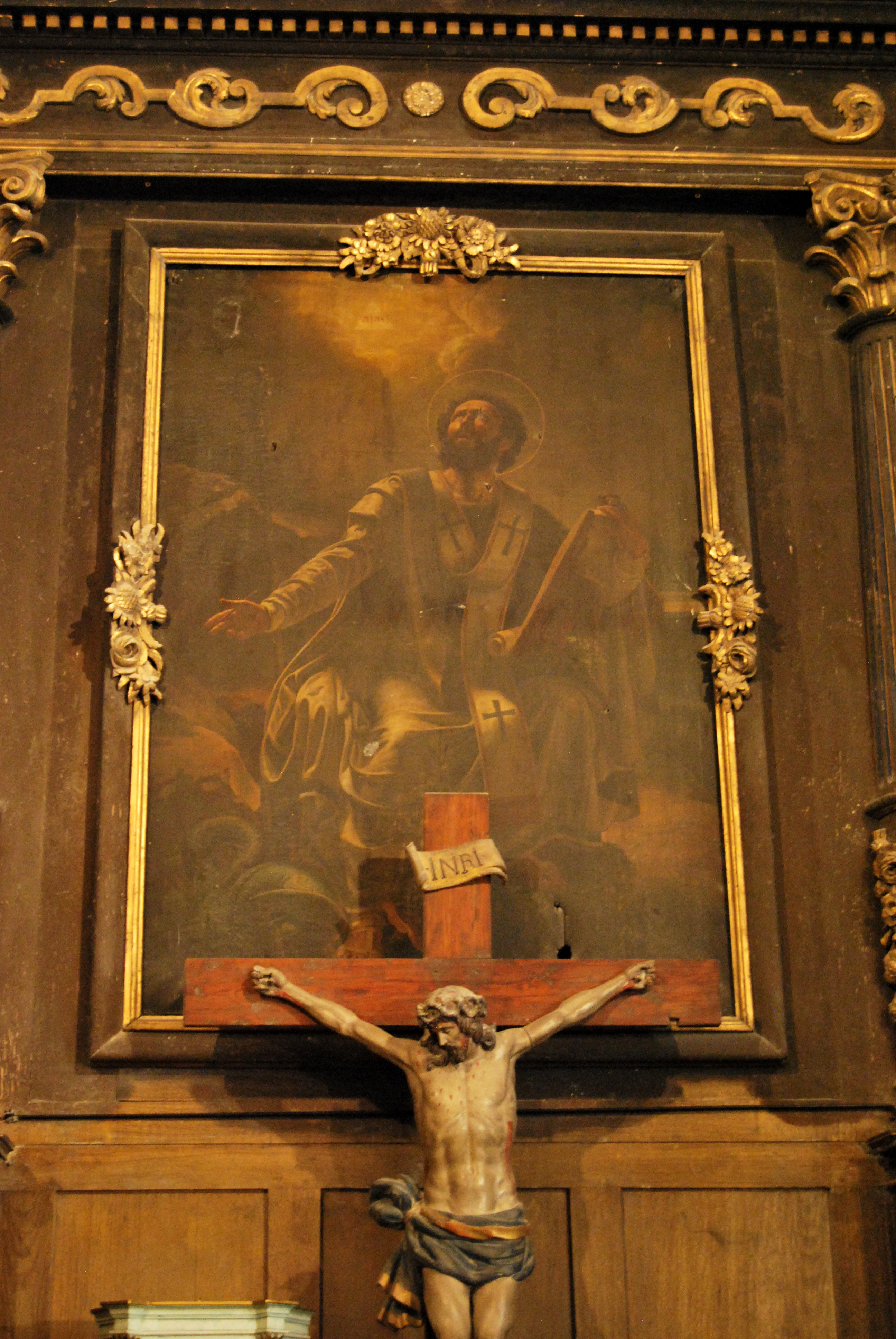
Saint Hilaire
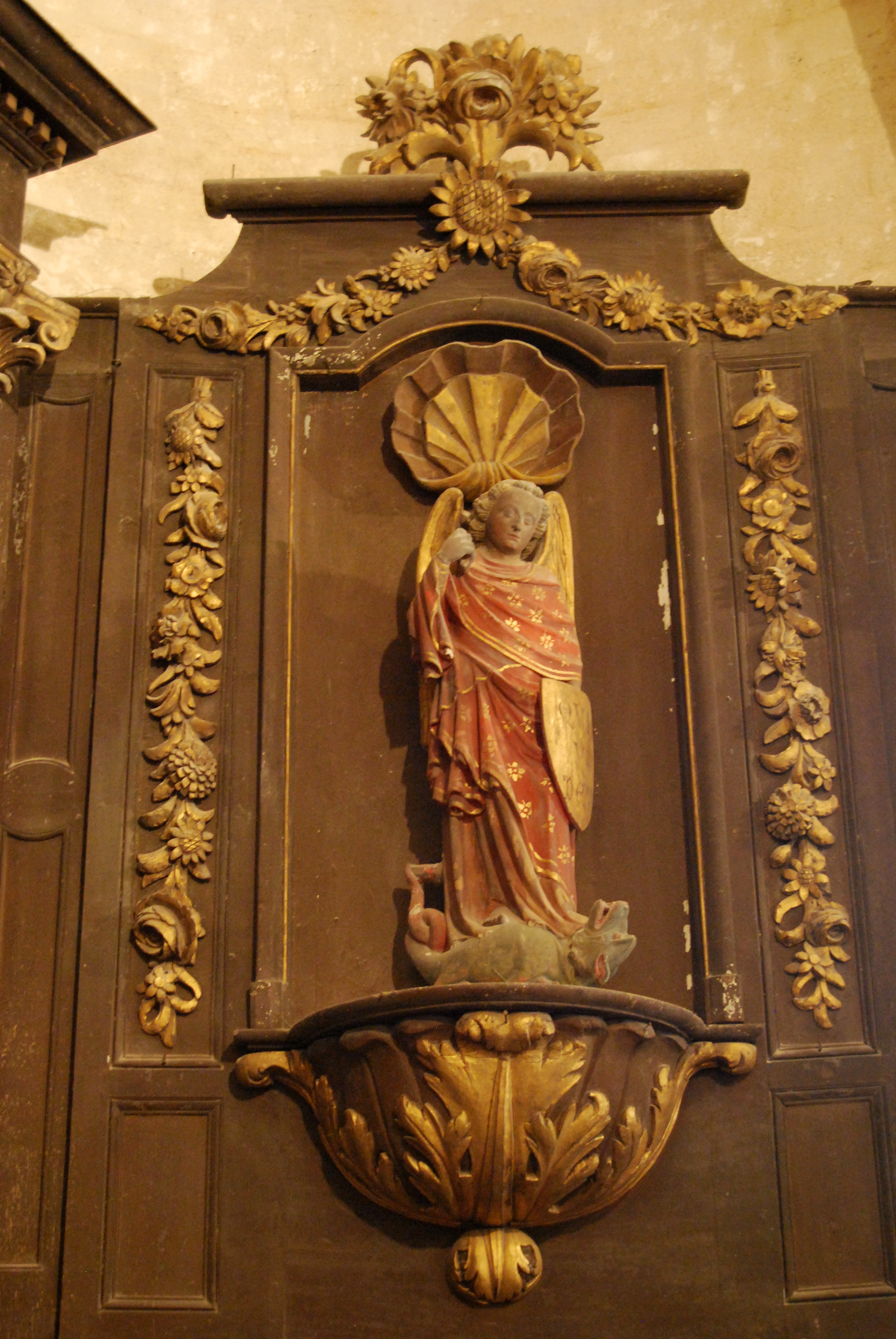
Saint Michel

## Le programme figuré roman
Le programme figuré roman est limité, à l'intérieur, au remploi de deux corbeilles sur la baie sud du chevet, et, à l'extérieur, aux trois baies du chevet.

### Le programme figuré intérieur
Le remploi des corbeilles de la baie sud du chevet a été fait dans la seconde moitié du XIXe siècle avec deux corbeilles récupérées dans une autre église. En effet, lorsque Léo Drouyn visita l'église en 1846, ces corbeilles n'étaient pas en place ! Les modillons de l'abside datent du XIXe siècle.
Chapiteaux de l'intérieur de la fenêtre sud : Un oiseau, David et Goliath
À gauche, un oiseau à long bec est sous un buisson bifurqué qui possède une branchage à trois feuilles. La deuxième face de cette corbeille est arasée, nous ne saurons donc jamais le thème originel.
Sur la deuxième corbeille, un jeune homme se prépare à lancer une pierre avec une fronde. Le géant, Goliath, se tient sur la seconde face. Malheureusement, l'érosion est importante et on ne peut que deviner que Goliath est représenté debout sur ses jambes bien parallèles.

### Le programme figuré extérieur
Trois baies de l'abside ont des chapiteaux historiés.
La baie sud-est et l'axiale ont été obturées au XIXe siècle.

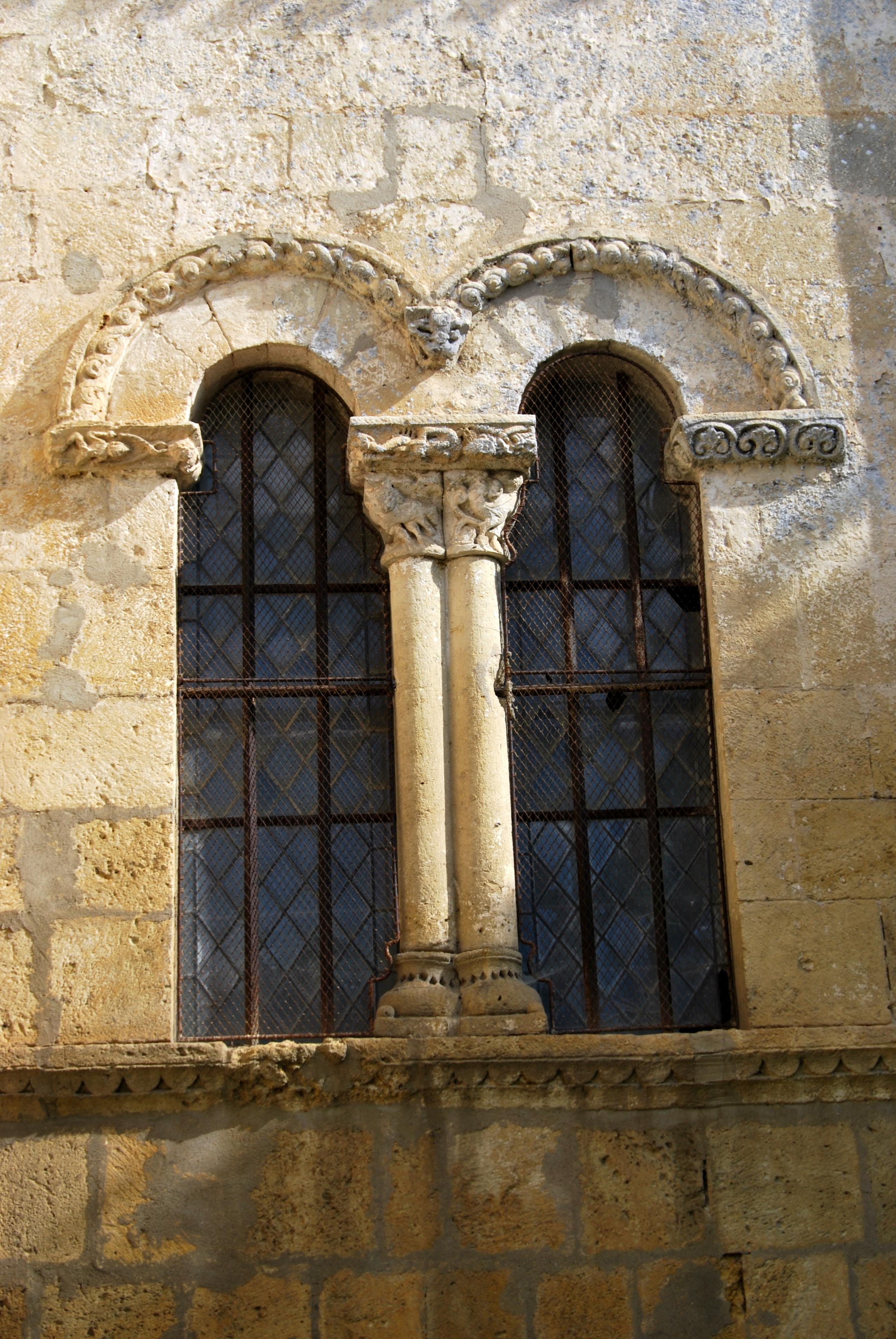
Baie sud
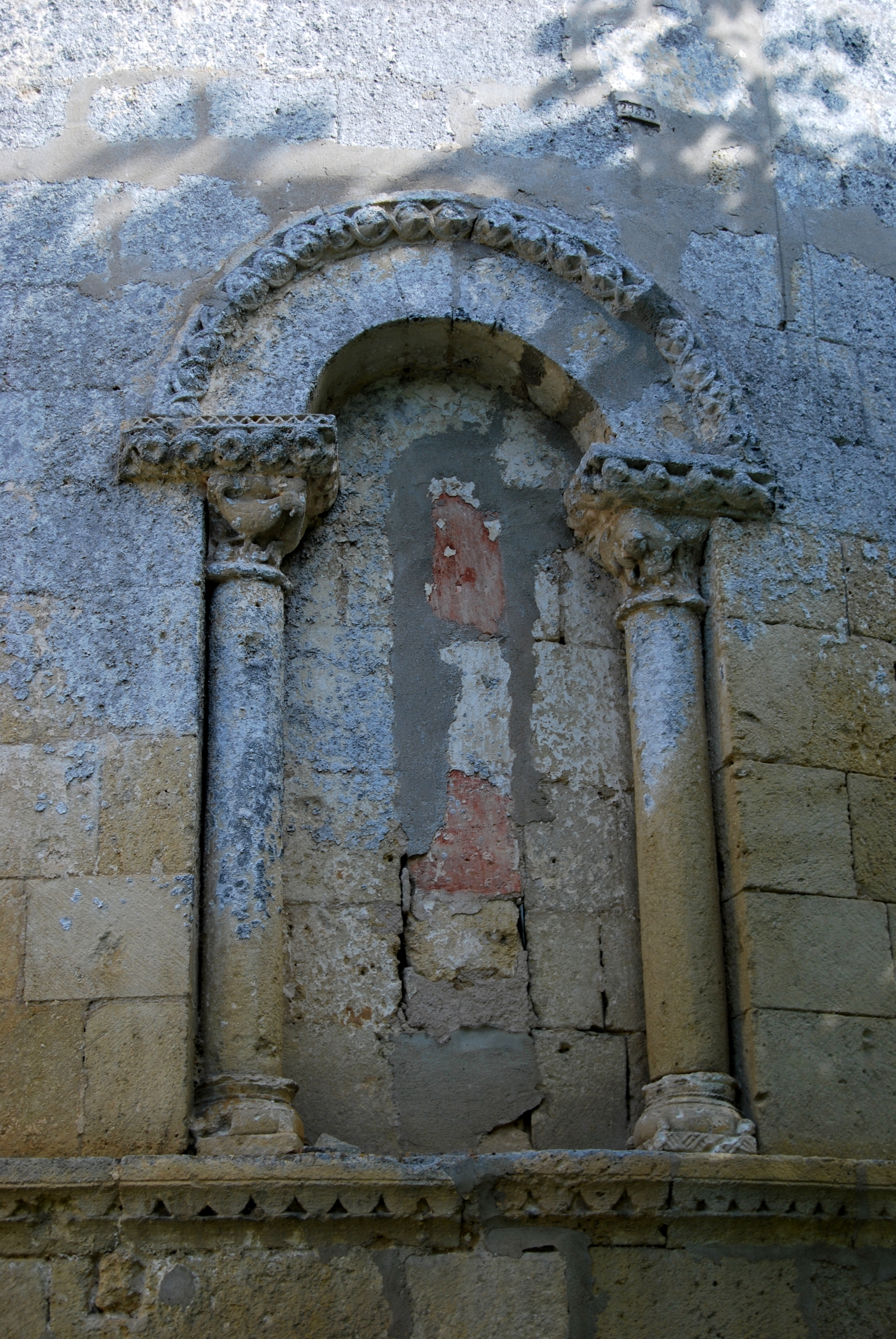
Baie sud-est
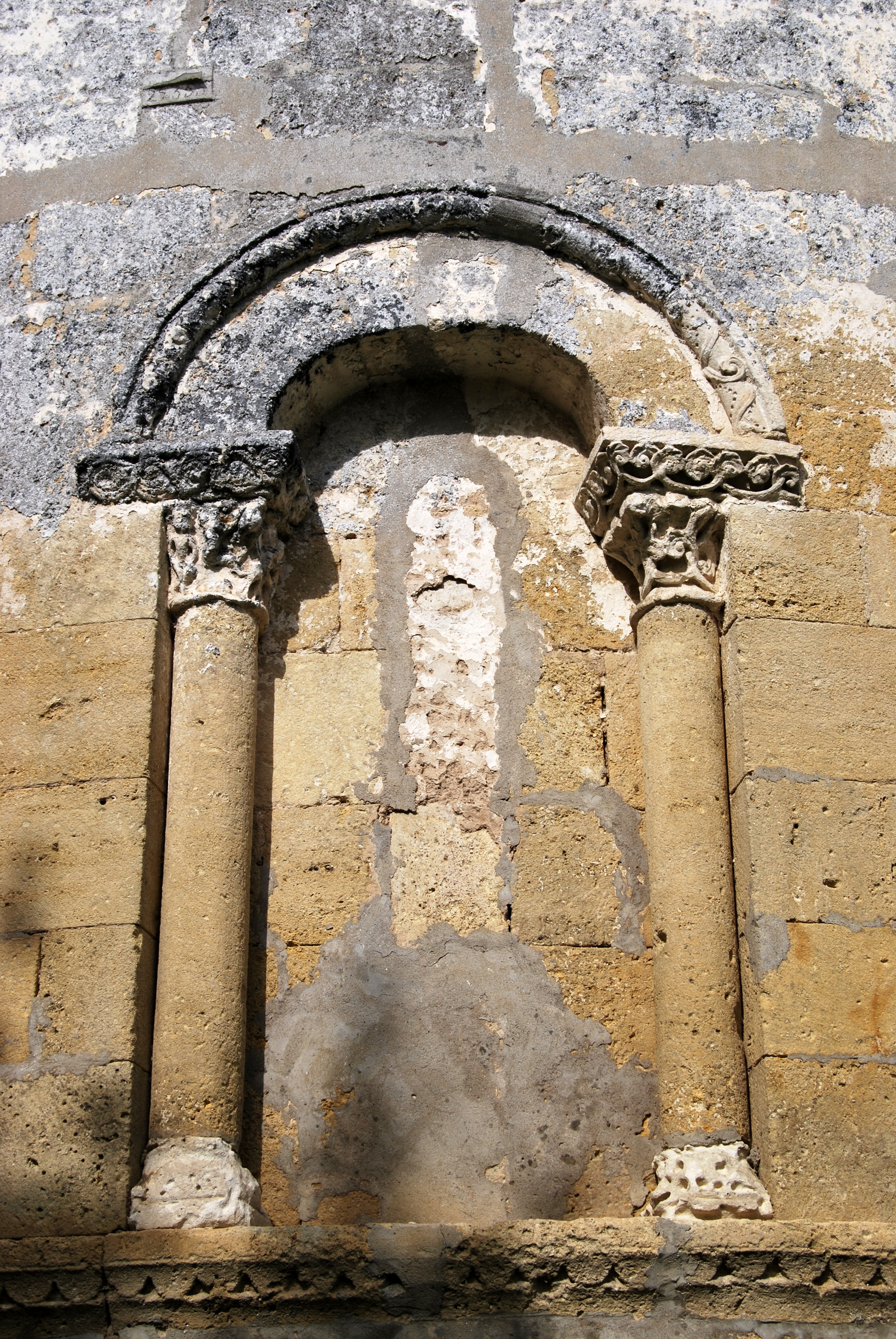
Baie axiale

Fenêtre géminée sud
Les corbeilles centrales
Les deux corbeilles sont jointives et sommées d'un haut tailloir. Sur chacune des corbeilles, un animal succombe aux crocs d'un prédateur. Sur le tailloir, la proie est une femme nue, que se dispute deux hommes ithyphalliques.
Sur la corbeille de gauche, on voit un animal, soit un loup soit un lion, qui en emporte un autre, possiblement un agneau, dans sa gueule.
À droite, un animal, peut-être un lapin ou lièvre, qui broutait la tige d'une plante couchée entre ses pattes, est happé au niveau du dos par un carnassier monstrueux. Un grillage de protection des vitraux occulte la troisième face de la corbeille.

Le tailloir

L'érosion, la prolifération des lichens et les couches de badigeon posent des difficultés pour décrire le tailloir aujourd'hui. La description suivante de Léo Drouyn, qui l'a vue en meilleur état, aide dans l'interprétation de la photographie : 

« Au milieu, est une femme entièrement nue dont les seins et les parties sexuelles sont très apparents ; elle a les mains attachées sur le ventre avec des cordes qui lui passent entre les jambes. Deux hommes entièrement nus et qui paraissent avoir des cornes se la disputent, l'un la tire par les cheveux, l'autre par les pieds : ils sont remarquables par la longueur et la grosseur de l'attribut de la virilité. »

L'interprétation de ce chapiteau, qui met en parallèle le répertoire fablier médiéval et la concupiscence de la chair n'est pas évidente.
Les impostes de la baie géminée
La sculpture de l'imposte occidentale comporte un seul thème. Un énorme crapaud, allongé sur le ventre, s'est armé d'une tenaille à fer-chaud. Il a attrapé par la langue un homme nu. La victime est couchée à plat-ventre, les mains liées dans le dos. Ses fesses sont écartées montrant ses énormes organes génitaux. À l'ensemble des valeurs négatives, toutes d'ordre sexuel, que désigne le crapaud qui est une émanation du Diable, on a ajouté les peines de l'Enfer promis aux pécheurs qui cèdent à leurs propres passions. L'imposte orientale est purement décorative.
Le cul-de-lampe

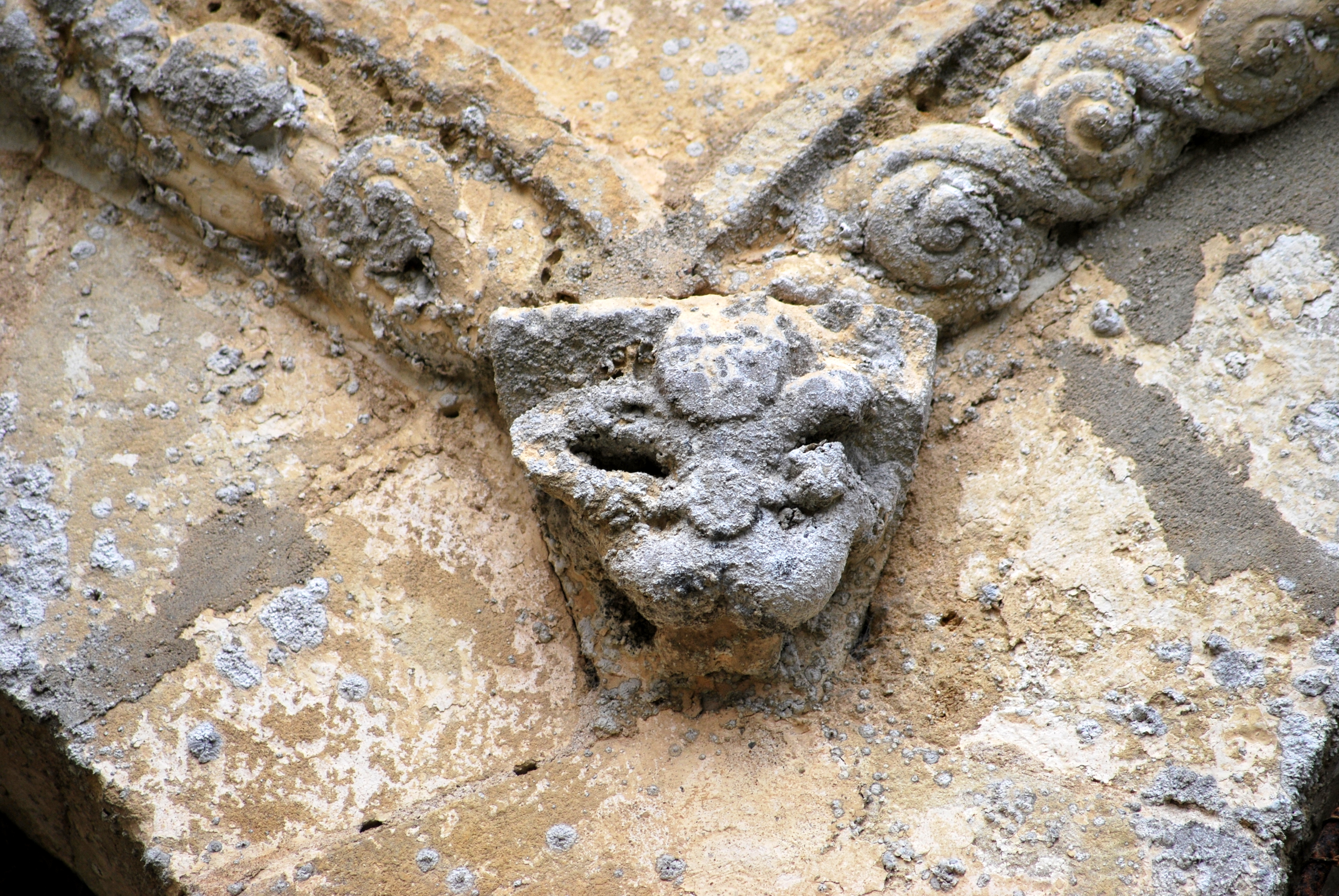
L'homme inverti

Le culot reçoit la retombée commune des archivoltes des arcades géminées. Il rajoute du sens à l'imagerie de la fenêtre.
On y voit un homme accroupi, le dos tourné, comme pour déféquer. Il est nu, à l'exception d'un ceinturon dont la plaque ronde est au milieu des reins. L'homme est de dos, mais sa tête a pivoté de 180° de sa position naturelle. Les deux mains exhibent le disque dorsal et les fesses, entr'ouvertes, semblent écraser deux énormes testicules.
Ces trois caractéristiques de l'homme « inverti » sont traditionnelles pour désigner « le sodomite ». On trouve fréquemment cette représentation sur des modillons. Pour plus d'information, voir l'article Iconographie des modillons romans et les livres de Bougoux,.
Fenêtre sud-est
Les deux corbeilles à deux faces et les tailloirs qui les abritent sont très dégradés par l'érosion et par les couches de badigeon.
Chapiteau ouest : Coqs affrontés
Sur chaque face de la corbeille, se trouve un coq sculpté en moyen relief. Ils s'affrontent pacifiquement, tête contre tête à l'angle de la corbeille, sur fond de spirales végétales brisées. Il n'est pas question d'un combat mortel, mais d'un duo d'amour entre deux mâles.
Aux hommes qui les observent de ne pas les imiter.
Chapiteau est : Porteur de cervidé
Un portefaix, à genoux, est écrasé par le poids d'un cervidé qu'il porte sur ses épaules. L'homme n'est pas un chasseur, comme l'on peut voir sur le portail de l'église de Jugazan, mais un homme accablé par le poids de ses péchés.
Les « porteurs de fardeau » sont assez fréquents sur les chapiteaux et les modillons romans. En Aquitaine, le plus souvent, le fardeau est un énorme poisson (Voir Porteur de poisson géant pour plus de détails).
Fenêtre de l'axe de l'abside
Les deux corbeilles sont très fortement érodées. Celle du nord porte une décoration de feuillage et celle du sud est historiée. Mais, pour décrire cette dernière, il est nécessaire de faire appel, une fois de plus, à un dessin de Léo Drouyn, qui a vu la corbeille en un bien meilleur état, pour trouver un sens dans les vestiges de la corbeille.
Chapiteau sud : Rixe autour d'une femme
On voit cinq silhouettes, plus au moins amputées par l'usure. Les personnages sont tous nus. L'action se déroule de gauche à droite. Dans le coin gauche, la femme seule déhanche son corps nu, la main droite sur sa fesse gauche et la main gauche pointée sur son sexe. La seconde étape est un pugilat entre deux mâles. Le premier est sans arme, contre un compétiteur qui brandissait un glaive (maintenant disparu). La troisième étape, sur la droite est une étreinte amoureuse entre le vainqueur et la femme. Un tel récit est en accord avec la littérature de l'époque et l'on trouve de tels thèmes sur les églises, par exemple à l'église de Gabarnac.
Les modillons
Les modillons du chevet ont été tous refaits au XIXe siècle avec une décoration simple. Ils présentent peu d’intérêt.

Les modillons
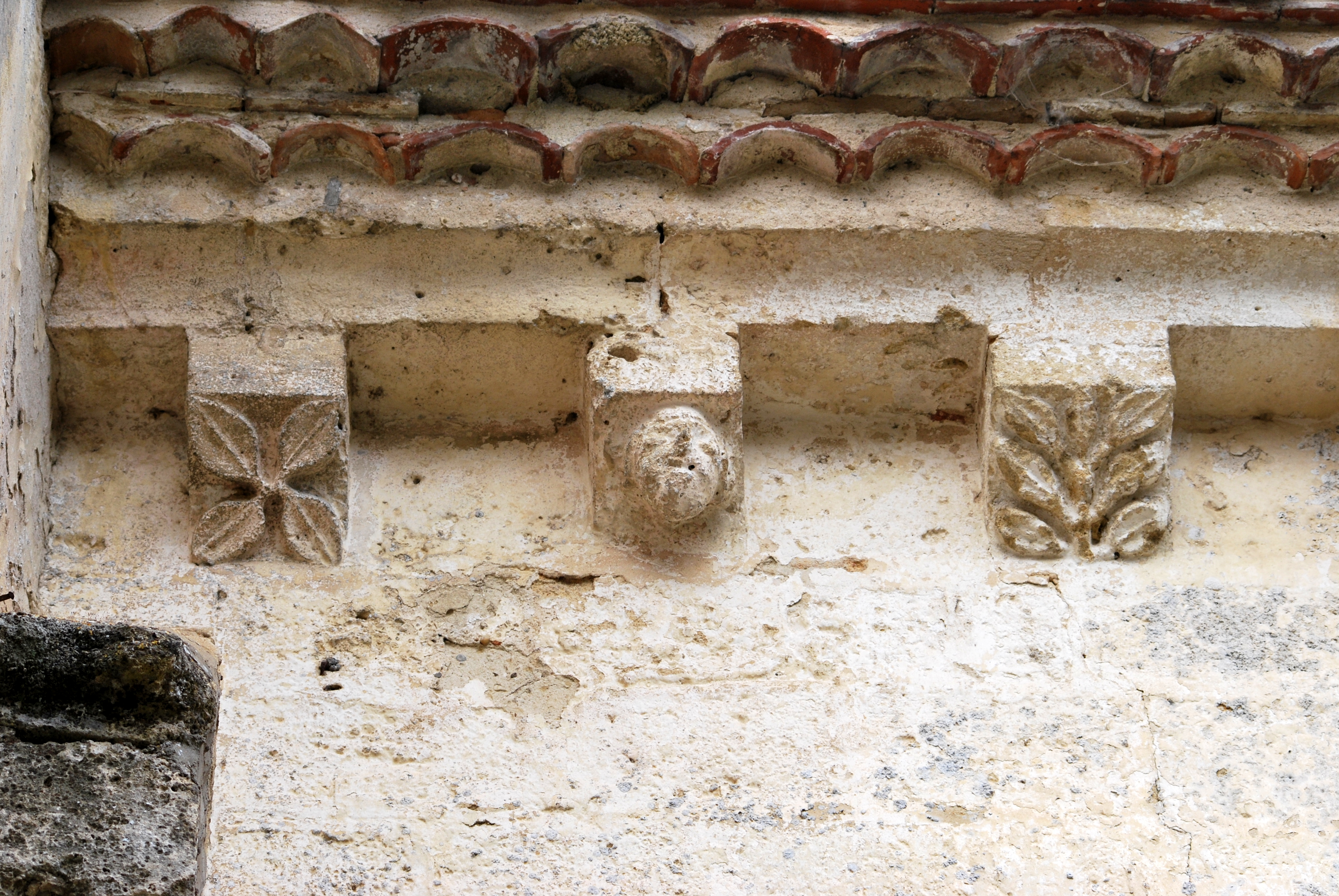
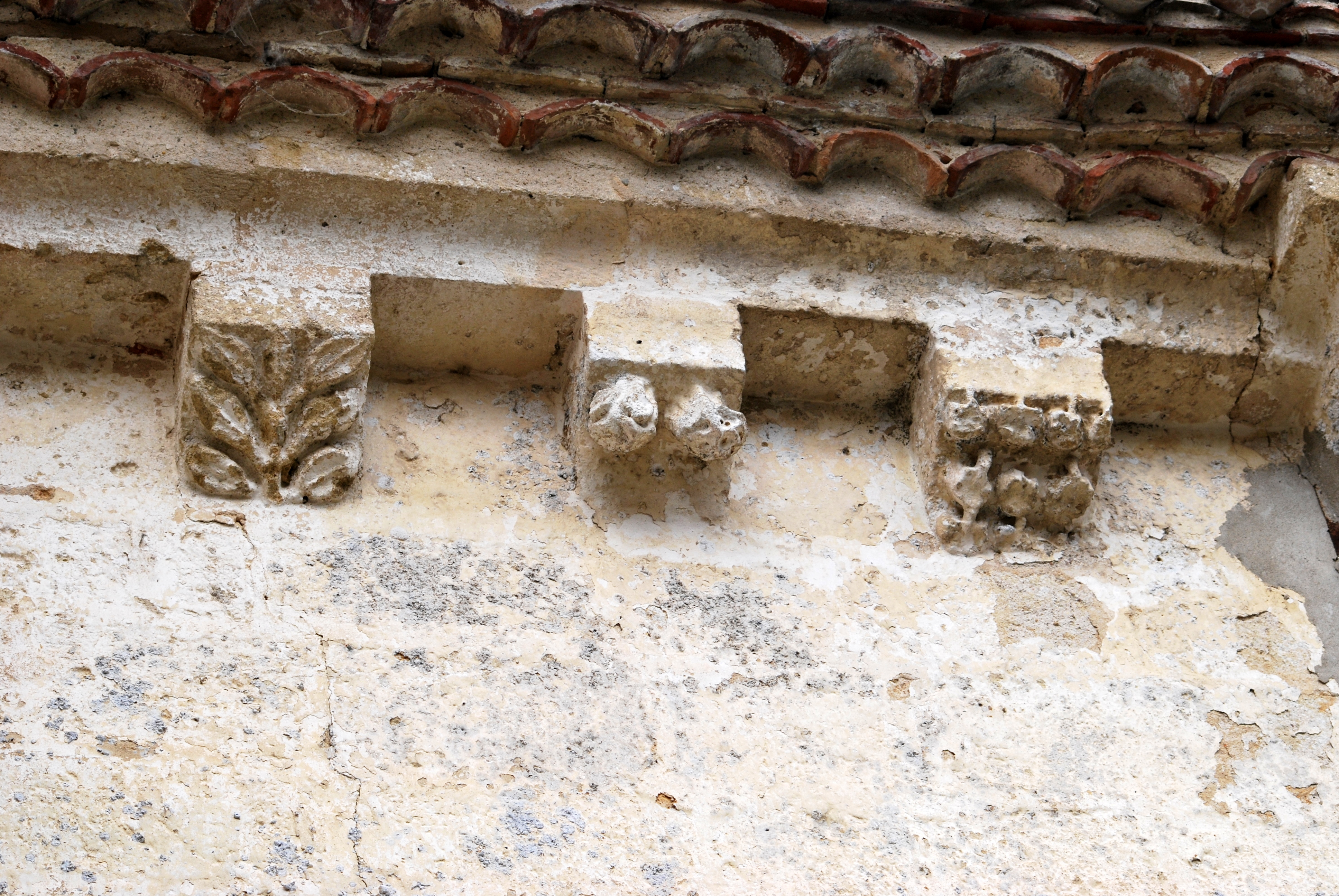